# Specie di Chrysopilus
Di seguito l'elenco delle 308 specie appartenenti al genere di ditteri brachiceri Chrysopilus Macquart, 1826, aggiornato a novembre 2015.

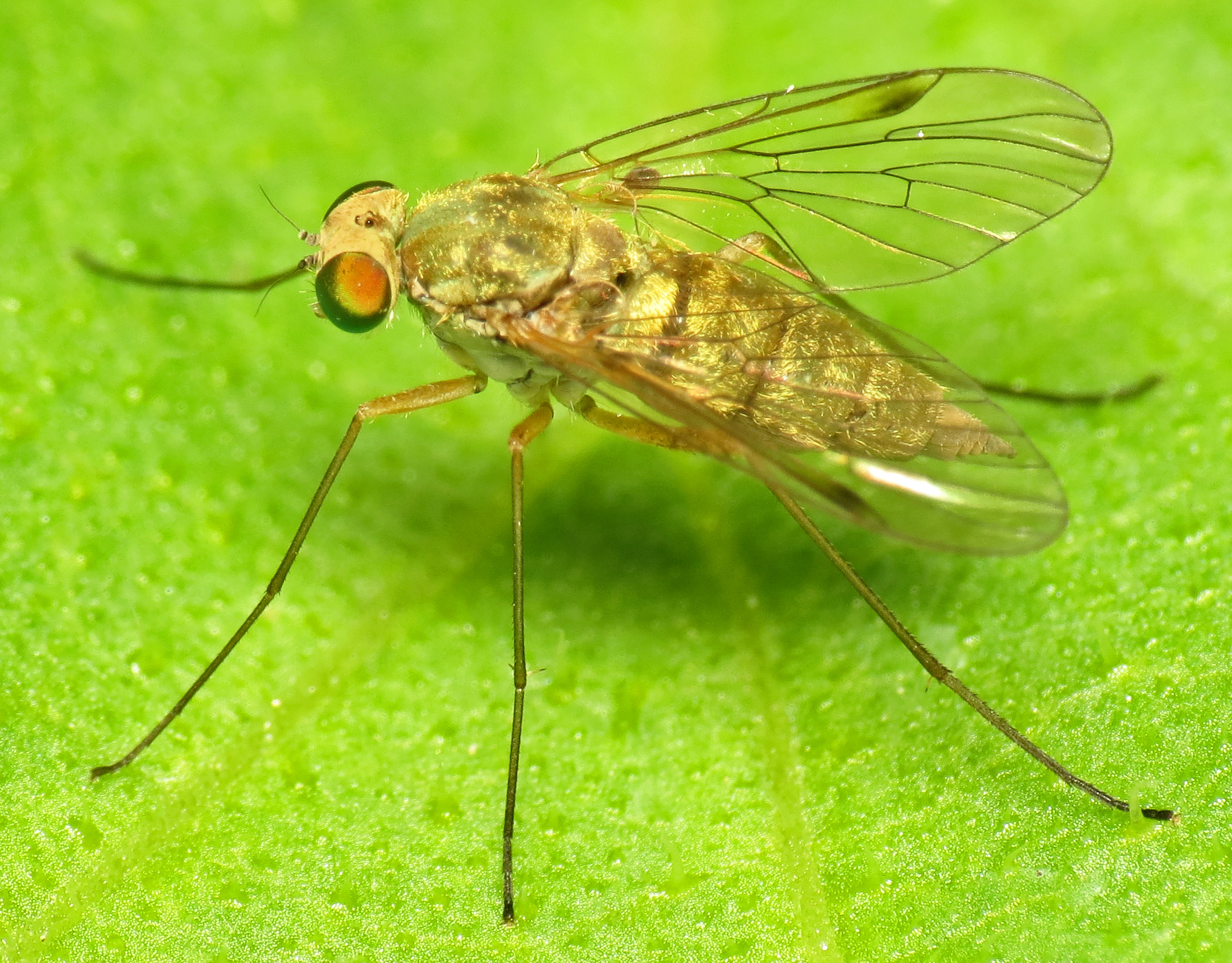
Chrysopilus asiliformis, femmina

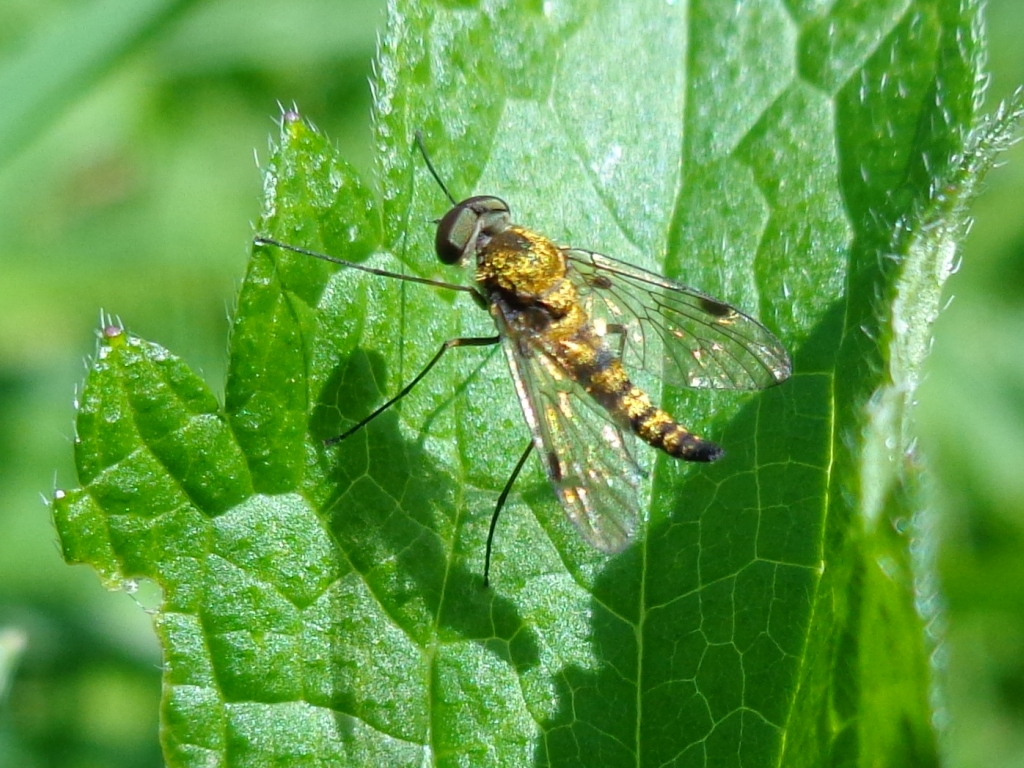
Chrysopilus asiliformis, esemplare rinvenuto in Lettonia

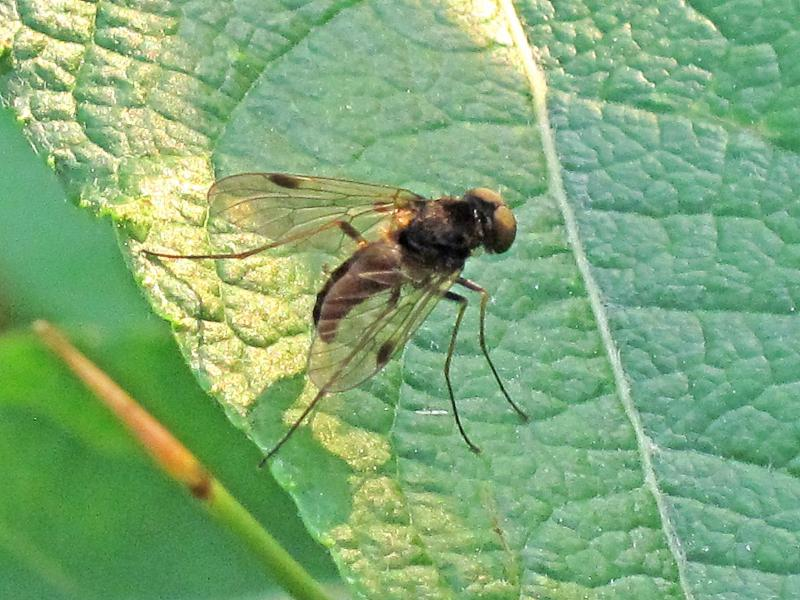
Chrysopilus cristatus, maschio

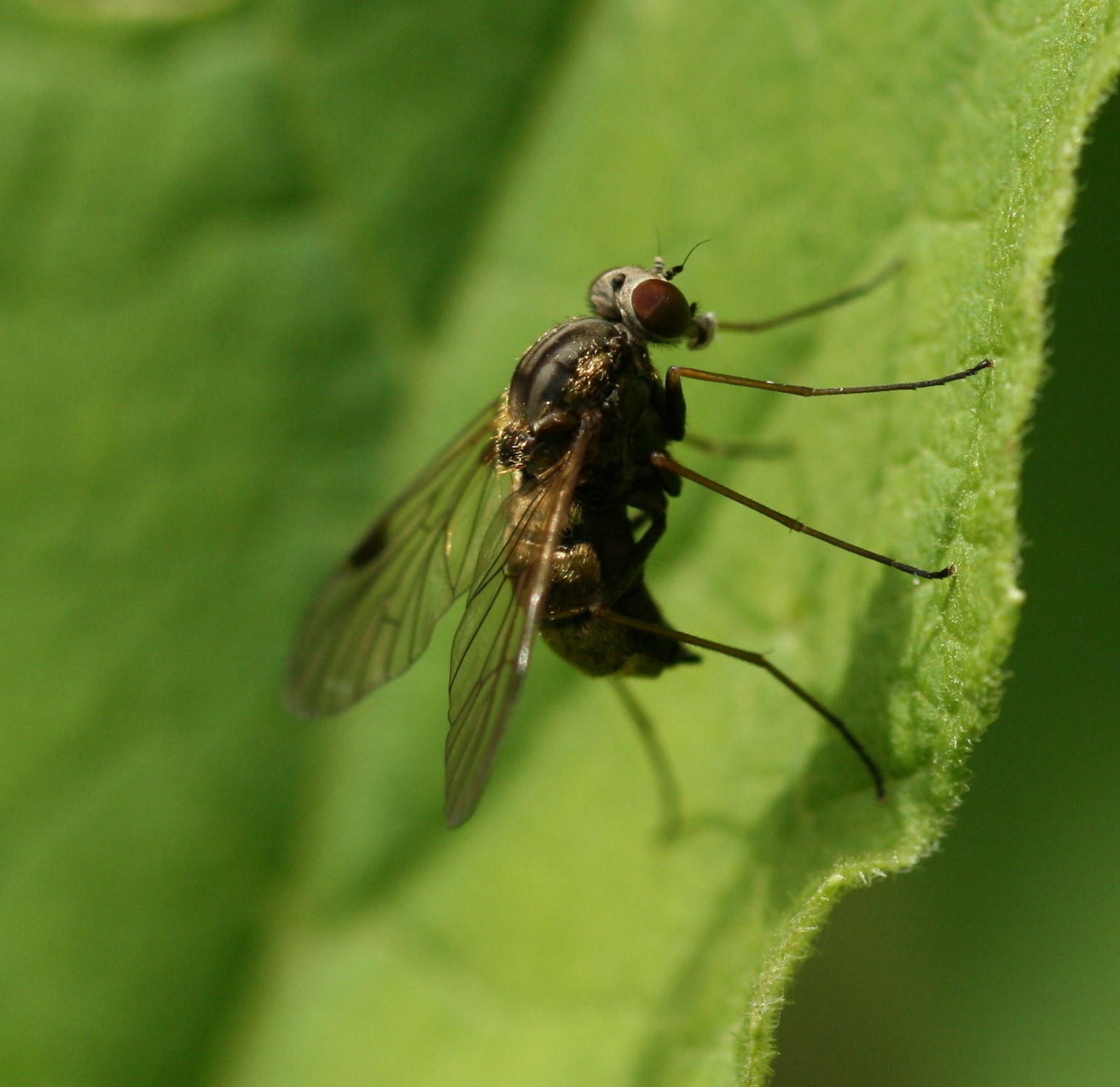
Chrysopilus cristatus, femmina

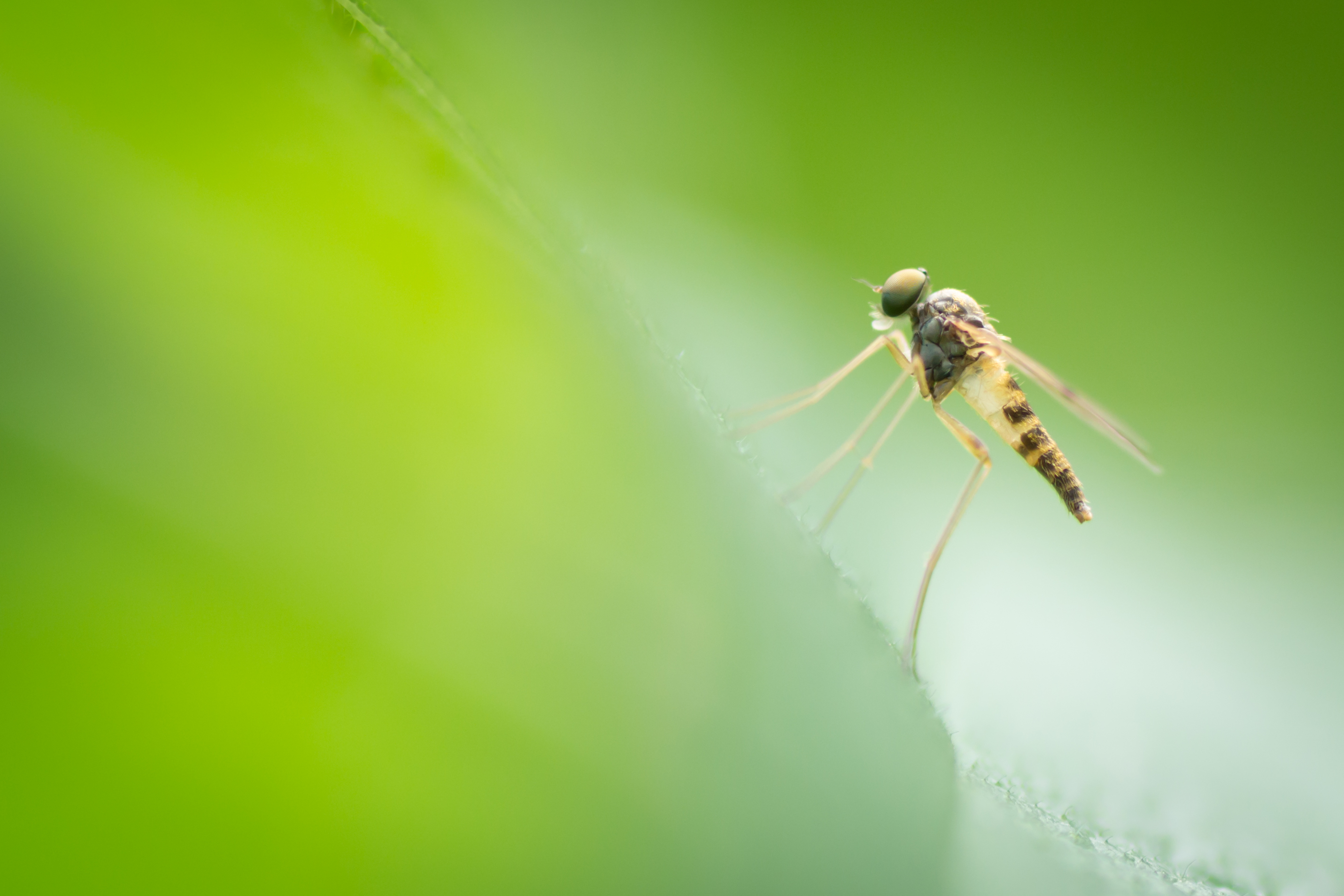
Chrysopilus modestus, esemplare rinvenuto in Ohio

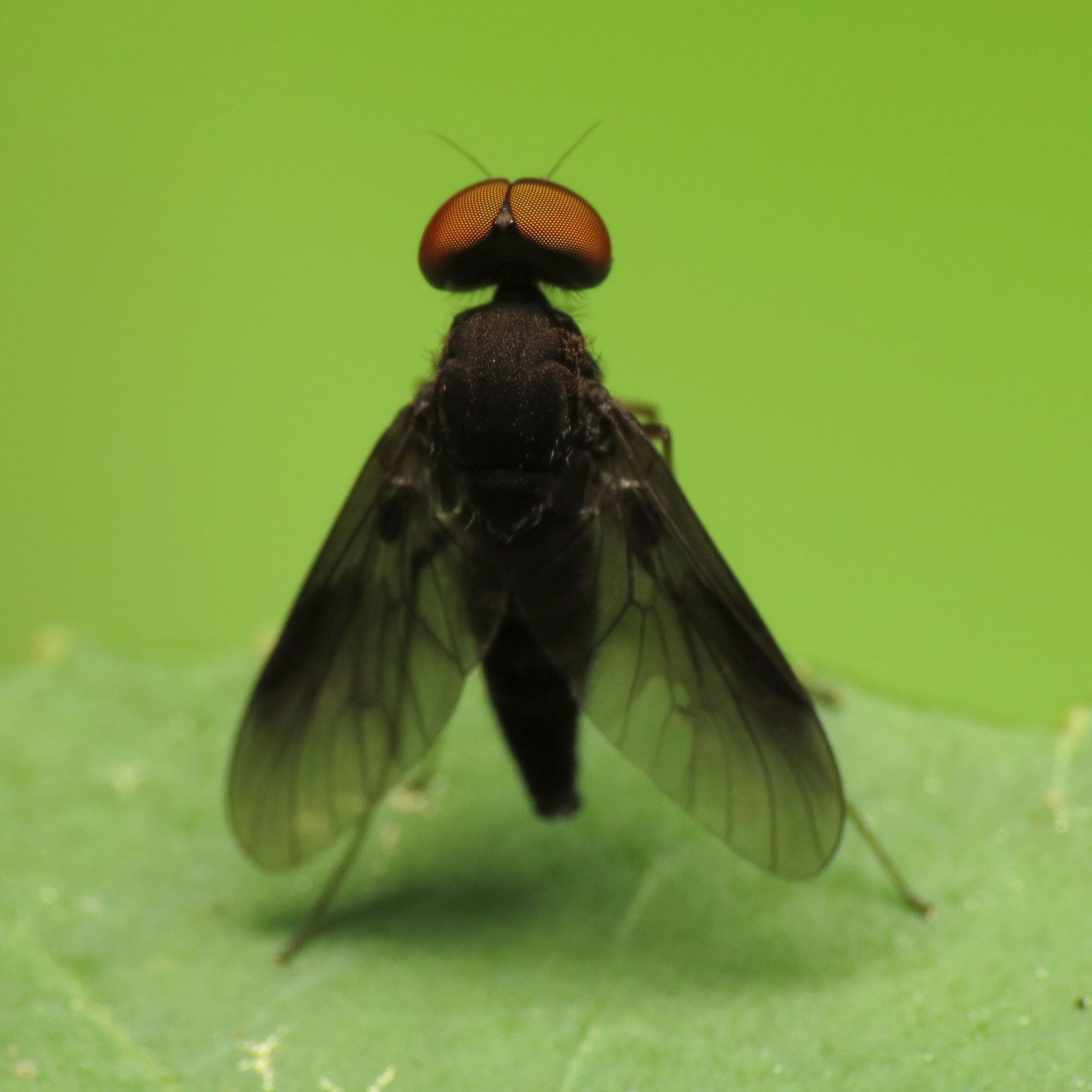
Chrysopilus quadratus, maschio, vista dorsale

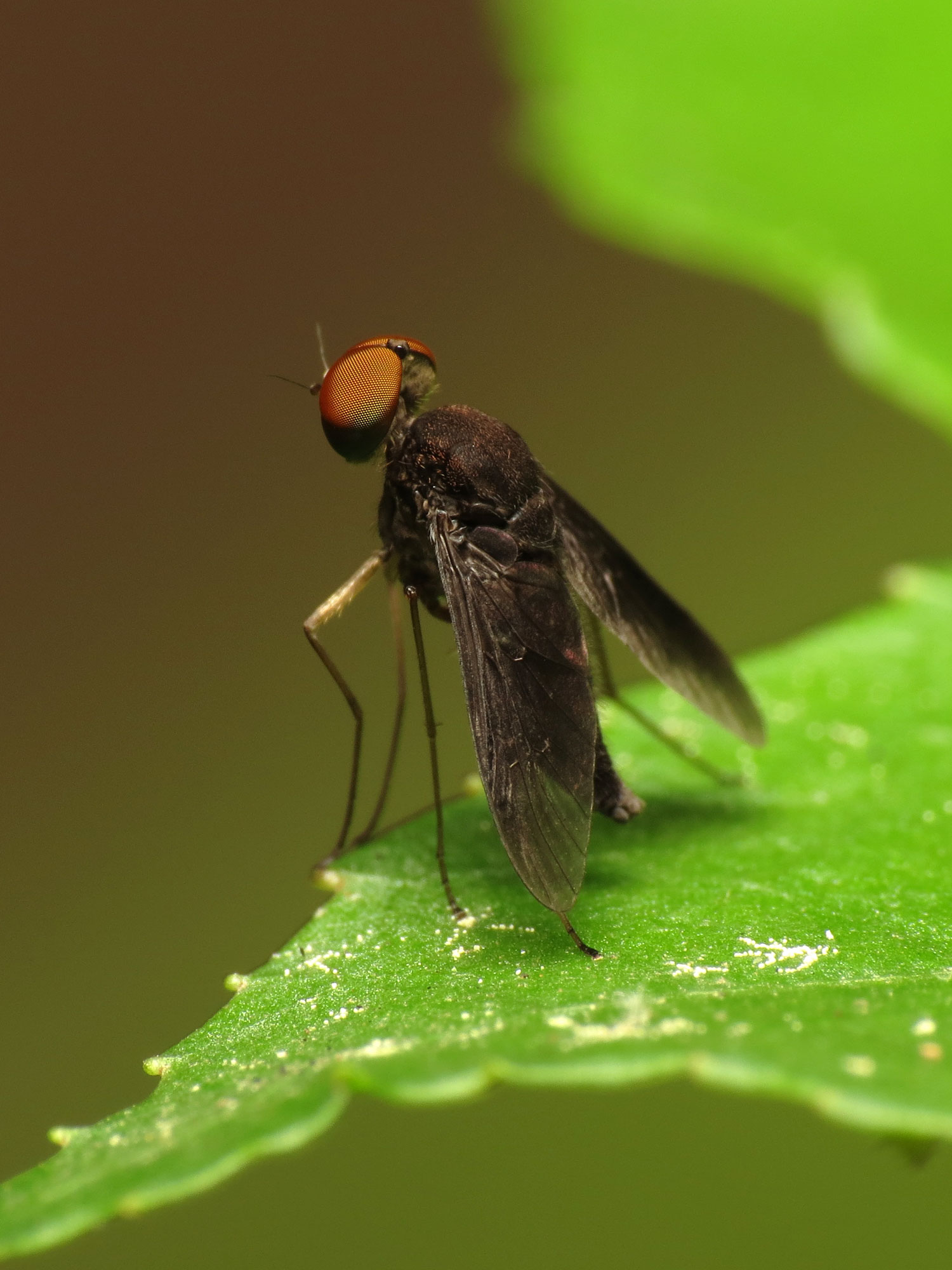
Chrysopilus quadratus, maschio, vista laterale

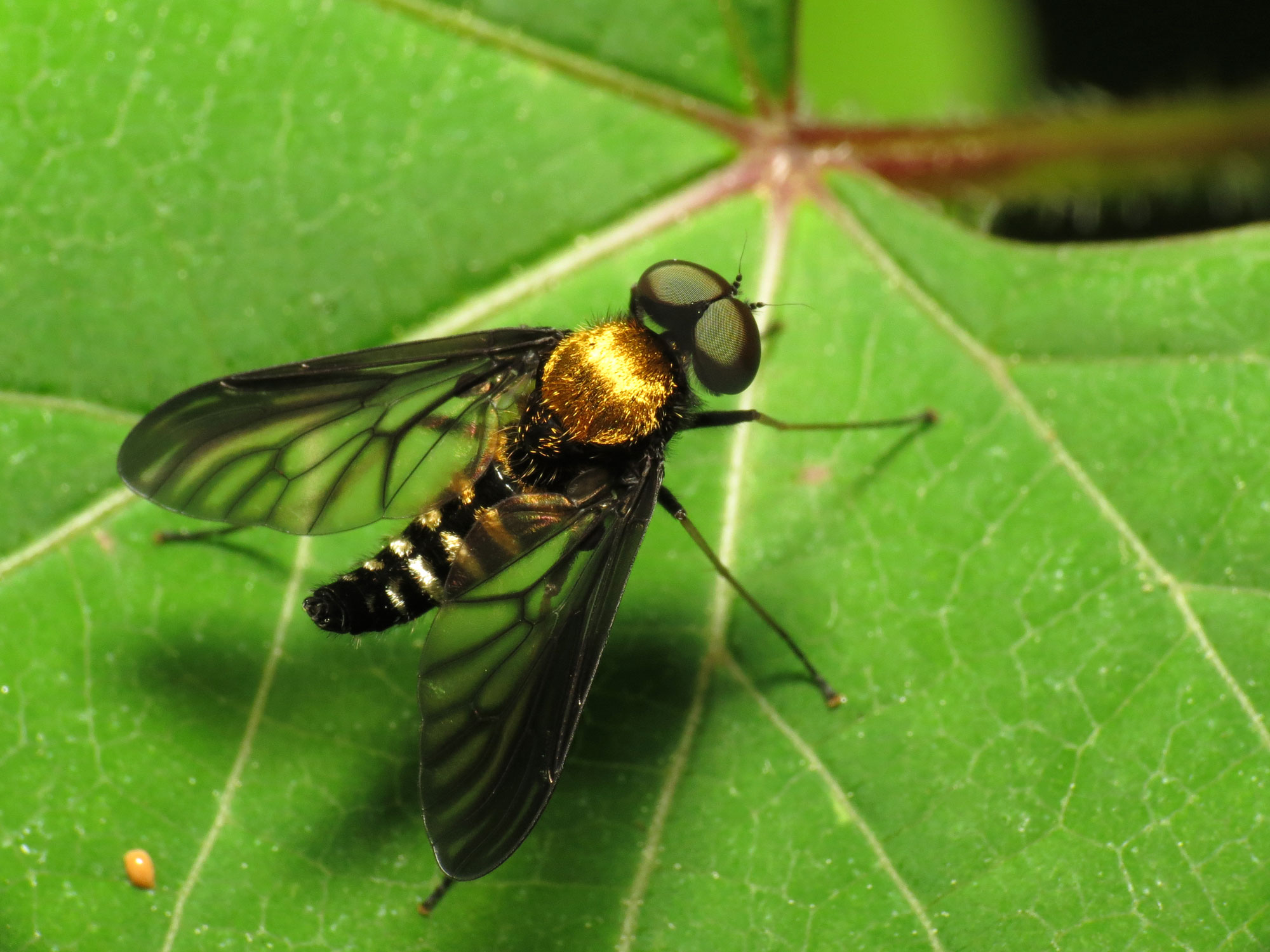
Chrysopilus thoracicus, maschio

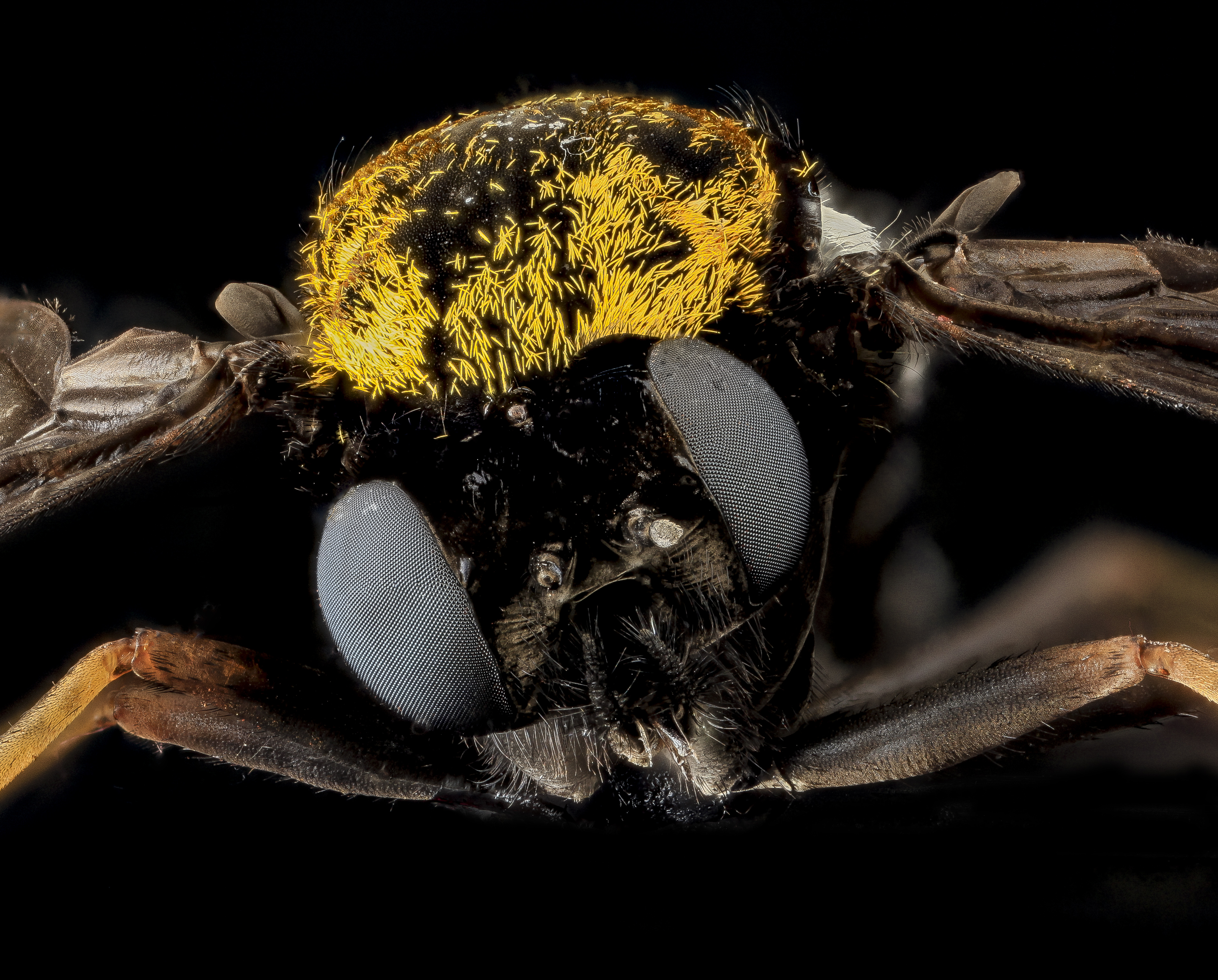
Chrysopilus thoracicus, maschio, capo

## A
1. Chrysopilus aequalis (Walker, 1848)[4]
2. Chrysopilus aequicellulatus (Frey, 1954) - Myanmar
3. Chrysopilus alaskaensis Hardy, 1949 - Alaska
4. Chrysopilus albicornis de Meijere, 1914 - Giava
5. Chrysopilus albobasalis Brunetti, 1920 - Myanmar, India (Madras)
6. Chrysopilus albopictus Brunetti, 1909 - India (Assam)
7. Chrysopilus aldrichi James, 1936[4]
8. Chrysopilus alpicola (Pokorny, 1886)[4]
9. Chrysopilus alternatus Brunetti, 1920 - India (Madras, Bengala occidentale)
10. Chrysopilus amamiensis Nagatomi, 1968 - Giappone
11. Chrysopilus americanus (Schiner, 1868) - Costa Rica
12. Chrysopilus amurensis Soboleva, 1986 - Russia (Amur)
13. Chrysopilus andersoni Leonard, 1930 - USA (Illinois, Indiana, Ohio)
14. Chrysopilus andicola Lindner, 1924 - Bolivia
15. Chrysopilus andringitrensis Stuckenberg, 1965 - Madagascar
16. Chrysopilus androgynus Paramonov, 1962 - Australia, Nuova Caledonia
17. Chrysopilus anglicus Cockerell, 1921[5] - Inghilterra
18. Chrysopilus angustifacies Hardy, 1949 - USA (Arizona)
19. Chrysopilus angustifrons Frey, 1954 - Myanmar
20. Chrysopilus ankaratrae Stuckenberg, 1965 - Madagascar
21. Chrysopilus anthracinus Bigot, 1887 - USA occidentali (dallo stato di Washington alla California)
22. Chrysopilus antipodes Bigot, 1887 - Australia
23. Chrysopilus antongilensis Stuckenberg, 1965 - Madagascar
24. Chrysopilus apicalis Wulp, 1882 - Guadalupa
25. Chrysopilus apicimaculatus Yang & Yang, 1991[4]
26. Chrysopilus arctica (Frey, 1918) - Russia
27. Chrysopilus arctiventris James, 1936 - USA occidentali (dallo stato di Washington al Wyoming) e meridionali (dalla California al New Mexico)
28. Chrysopilus argenteofasciatus (Bromley, 1931)
29. Chrysopilus argenteus Paramonov, 1962
30. Chrysopilus argyrophorus (Schiner, 1868)
31. Chrysopilus asiaticus Lindner, 1923
32. Chrysopilus asiliformis Preyssler, 1791
33. Chrysopilus ater (Williston, 1896)
34. Chrysopilus aterrimus (Williston, 1901)
35. Chrysopilus atricornis Stuckenberg, 1965
36. Chrysopilus auratus (Fabricius, 1805)
37. Chrysopilus aymara Lindner, 1924
38. Chrysopilus azurinus Frey, 1954

## B
1. Chrysopilus balbii Santos & Amorim, 2007
2. Chrysopilus basalis Walker, 1860
3. Chrysopilus basifasciatus Paramonov, 1962
4. Chrysopilus basiflavus Yang & Yang, 1992
5. Chrysopilus basilaris (Say, 1823)
6. Chrysopilus beameri Hardy, 1949
7. Chrysopilus bequaerti Curran, 1931
8. Chrysopilus betsileorum Stuckenberg, 1965
9. Chrysopilus binoculatus Edwards, 1915
10. Chrysopilus binotatus Loew, 1871
11. Chrysopilus birmanensis Brunetti, 1920
12. Chrysopilus bisectus Oldroyd, 1939
13. Chrysopilus bistriatipennis Brunetti, 1927
14. Chrysopilus boettcheri Frey, 1954
15. Chrysopilus brunneifrons Kertész, 1902

## C
1. Chrysopilus caducus (Wiedemann, 1828)
2. Chrysopilus calchaqui Coscaron & Coscaron, 1995
3. Chrysopilus caligatus Santos & Amorim, 2007
4. Chrysopilus calopterus (Schiner, 1868)
5. Chrysopilus camargoi Santos & Amorim, 2007
6. Chrysopilus capillosus Santos & Amorim, 2007
7. Chrysopilus choui Yang & Yang, 1989
8. Chrysopilus chrysopiliformis (Lindner, 1924)
9. Chrysopilus clarapex Frey, 1954
10. Chrysopilus claricinctus Lindner, 1923
11. Chrysopilus clarus (Walker, 1852)
12. Chrysopilus clemendoti Stuckenberg, 1965
13. Chrysopilus cochinensis Brunetti, 1920
14. Chrysopilus coeruleothorax Lindner, 1925
15. Chrysopilus cognatus Stuckenberg, 1965
16. Chrysopilus collesi Paramonov, 1962
17. Chrysopilus commoni Paramonov, 1962
18. Chrysopilus connexus Johnson, 1912
19. Chrysopilus consanguineus Schiner, 1868
20. Chrysopilus correctus Osten Sacken, 1882
21. Chrysopilus cricosphaerota Speiser, 1914
22. Chrysopilus cubensis Curran, 1931

## D
1. Chrysopilus dauricus Frey, 1954
2. Chrysopilus davisi Johnson, 1912
3. Chrysopilus decisus (Walker, 1857)
4. Chrysopilus decoratus de Meijere, 1911
5. Chrysopilus depressiconus Frey, 1954
6. Chrysopilus dilatus Cresson, 1919
7. Chrysopilus diplostigma Bezzi, 1917
8. Chrysopilus ditissimis Bezzi, 1912
9. Chrysopilus dives Loew, 1871
10. Chrysopilus divisus Hardy, 1949
11. Chrysopilus donato Curran, 1931

## E
1. Chrysopilus edgari Paramonov, 1962
2. Chrysopilus egregius de Meijere, 1919
3. Chrysopilus elegans Schiner, 1868
4. Chrysopilus erythrophthalmus Loew, 1840

## F
1. Chrysopilus facetticus Paramonov, 1962
2. Chrysopilus fasciatus (Say, 1823)
3. Chrysopilus fascipennis (Brunetti, 1920)
4. Chrysopilus fasciventris Curran, 1931
5. Chrysopilus ferruginosus (Wiedemann, 1819)
6. Chrysopilus fimbriatus Stuckenberg, 1997
7. Chrysopilus flaveolus (Meigen, 1820)
8. Chrysopilus flavibarbus Adams, 1904
9. Chrysopilus flaviscutellus Yang & Yang, 1989
10. Chrysopilus flavopilosus Brunetti, 1920
11. Chrysopilus flavopunctatus Brunetti, 1909
12. Chrysopilus foedus Loew, 1861
13. Chrysopilus fulvidus Bigot, 1891
14. Chrysopilus fuscicinctus Brunetti, 1927
15. Chrysopilus fuscipes Bigot, 1887

## G
1. Chrysopilus gansuensis Yang & Yang, 1991
2. Chrysopilus gemmiferus Frey, 1954
3. Chrysopilus georgianus Hardy, 1949
4. Chrysopilus gilvipennis Edwards, 1919
5. Chrysopilus golbachi Coscaron & Coscaron, 1995
6. Chrysopilus grandis Yang & Yang, 1993
7. Chrysopilus gratiosus Paramonov, 1962
8. Chrysopilus gravelyi Brunetti, 1920
9. Chrysopilus griffithi Johnson, 1897
10. Chrysopilus griseipennis Bezzi, 1912
11. Chrysopilus griveaudi Stuckenberg, 1965
12. Chrysopilus guangxiensis Yang & Yang, 1992
13. Chrysopilus guianicu Curran, 1931
14. Chrysopilus guttipennis Walker, 1861
15. Chrysopilus guttulatus de Meijere, 1914

## H
1. Chrysopilus hakusanus Nagatomi, 1978
2. Chrysopilus hardyi Nagatomi & Evenhuis, 1989
3. Chrysopilus helvolus (Meigen, 1820)
4. Chrysopilus heroicus Paramonov, 1962
5. Chrysopilus howei Paramonov, 1962
6. Chrysopilus huashanus Yang & Yang, 1989
7. Chrysopilus hubeiensis Yang & Yang, 1991
8. Chrysopilus humeralis Brunetti, 1912
9. Chrysopilus humilis Loew, 1874
10. Chrysopilus hyalinus Santos & Amorim, 2007
11. Chrysopilus hybridus Lindner, 1924

## I
1. Chrysopilus iani Paramonov, 1962
2. Chrysopilus illustris Frey, 1954
3. Chrysopilus imitator Paramonov, 1962
4. Chrysopilus impar Walker, 1861
5. Chrysopilus incidens Curran, 1927
6. Chrysopilus indris Stuckenberg, 1965
7. Chrysopilus inka Lindner, 1924
8. Chrysopilus insularis Schiner, 1868
9. Chrysopilus intermedius Bezzi, 1895
10. Chrysopilus invalidus Williston, 1901
11. Chrysopilus irroratus Schiner, 1868
12. Chrysopilus itoi Nagatomi, 1958
13. Chrysopilus ivontakae Stuckenberg, 1965

## J
1. Chrysopilus jamaicensis (Johnson, 1894)

## K
1. Chrysopilus keiseri Stuckenberg, 1965
2. Chrysopilus kimoroensis Stuckenberg, 1965
3. Chrysopilus kincaidi Hardy, 1949
4. Chrysopilus komurae Matsumura, 1911
5. Chrysopilus kyotoensis Frey, 1954

## L
1. Chrysopilus laetus Zetterstedt, 1842
2. Chrysopilus lateralis Oldroyd, 1939
3. Chrysopilus latifrons Bezzi, 1898
4. Chrysopilus latipennis Stuckenberg, 1965
5. Chrysopilus latistigma Curran, 1931
6. Chrysopilus latus Brunetti, 1920
7. Chrysopilus lemur Stuckenberg, 1965
8. Chrysopilus leonardi Curran, 1931
9. Chrysopilus leptiformis Kertész, 1902
10. Chrysopilus lii Yang. Yang. and Nagatomi, 1997
11. Chrysopilus lilianae Soboleva, 1986
12. Chrysopilus lineatus Lindner, 1929
13. Chrysopilus lokobiensis Stuckenberg, 1965
14. Chrysopilus longipalpis Hardy, 1949
15. Chrysopilus lucifer Walker, 1852
16. Chrysopilus lucimaculatus Yang & Yang, 1992
17. Chrysopilus luctuosus (Brunetti, 1909)
18. Chrysopilus luculentus Nagatomi, 1968
19. Chrysopilus ludens Loew, 1861
20. Chrysopilus lugubrinus de Meijere, 1924
21. Chrysopilus lupinus Osten Sacken, 1881
22. Chrysopilus luteolus (Fallén, 1814)

## M
1. Chrysopilus mackerrasi Paramonov, 1962
2. Chrysopilus macularis Curran, 1931
3. Chrysopilus maculipennis (Walker, 1857)
4. Chrysopilus madecassus Stuckenberg, 1965
5. Chrysopilus maerens Loew, 1873
6. Chrysopilus magnipennis Brunetti, 1909
7. Chrysopilus malaisei Frey, 1954
8. Chrysopilus marmoratus Brunetti, 1909
9. Chrysopilus mcalpinei Paramonov, 1962
10. Chrysopilus megacephalus Stuckenberg, 1965
11. Chrysopilus mexicanus Bellardi, 1861
12. Chrysopilus microphallus Santos & Amorim, 2007
13. Chrysopilus modestus Loew, 1872
14. Chrysopilus mojiangensis Yang & Yang, 1989
15. Chrysopilus montanorum Paramonov, 1962
16. Chrysopilus moramangensis Stuckenberg, 1965
17. Chrysopilus morimotoi Nagatomi, 1968
18. Chrysopilus mundus Stuckenberg, 1965
19. Chrysopilus mutabilis Stuckenberg, 1965

## N
1. Chrysopilus nagatomii Yang & Yang, 1991
2. Chrysopilus nanus Williston, 1901
3. Chrysopilus neimongolicus Yang & Yang, 1990
4. Chrysopilus nemoris Stuckenberg, 1965
5. Chrysopilus niger Bellardi, 1862
6. Chrysopilus nigricauda Beling, 1873
7. Chrysopilus nigrifacies Nagatomi, 1968
8. Chrysopilus nigrimaculatus Yang & Yang, 1991
9. Chrysopilus nigrimarginatus Yang & Yang, 1990
10. Chrysopilus nigripalpis Bezzi, 1912
11. Chrysopilus nigrocinctus Brunetti, 1927
12. Chrysopilus ningminganus Yang & Yang, 1993
13. Chrysopilus nitidiventris Tonnoir, 1927
14. Chrysopilus niveofarinosus Frey, 1954
15. Chrysopilus nobilipennis Frey, 1954
16. Chrysopilus norrisi Paramonov, 1962
17. Chrysopilus nubecula (Fallén, 1814)
18. Chrysopilus nudus Cresson, 1919

## O
1. Chrysopilus obscuralatus Yang & Yang, 1989
2. Chrysopilus obscuratus de Meijere, 1914
3. Chrysopilus obscuribarbus (Loew, 1869)
4. Chrysopilus obscuripes Speiser, 1923
5. Chrysopilus okutanii Nagatomi, 1968
6. Chrysopilus opacifrons de Meijere, 1911
7. Chrysopilus opalescens Brunetti, 1920
8. Chrysopilus opalizans de Meijere, 1913
9. Chrysopilus ornatipennis (Brunetti, 1909)
10. Chrysopilus ornatus (Say, 1823)
11. Chrysopilus orphnopterus Santos & Amorim, 2007

## P
1. Chrysopilus pallipes (Loew, 1869)
2. Chrysopilus pallipilosus Yang & Yang, 1992
3. Chrysopilus palparis Loew, 1869
4. Chrysopilus panamensis Curran, 1931
5. Chrysopilus parvus Yang, Yang, and Nagatomi, 1997
6. Chrysopilus peruanus Kertész, 1902
7. Chrysopilus phaeopterus Santos & Amorim, 2007
8. Chrysopilus philippii Lindner, 1924
9. Chrysopilus pilosus Leonard, 1930
10. Chrysopilus pingquanus Yang, Yang, and Nagatomi, 1997
11. Chrysopilus pingxianganus Yang & Yang, 1992
12. Chrysopilus plaumanni Santos & Amorim, 2007
13. Chrysopilus plebeius Williston, 1901
14. Chrysopilus poecilapterus (Bezzi, 1912)
15. Chrysopilus praetiosus Loew, 1869
16. Chrysopilus propinquus Kertész, 1902
17. Chrysopilus proximus (Walker, 1848)
18. Chrysopilus puella Williston, 1901
19. Chrysopilus pullus Loew, 1869
20. Chrysopilus pusilla (Macquart, 1855)

## Q
1. Chrysopilus quadratus (Say, 1823)

## R
1. Chrysopilus rhagiodes Bromley, 1931
2. Chrysopilus rotundipennis Loew, 1861
3. Chrysopilus rufipes Macquart, 1850
4. Chrysopilus ruiliensis Yang & Yang, 1990

## S
1. Chrysopilus saffranus (Bigot, 1887)
2. Chrysopilus sauteri Bezzi, 1907
3. Chrysopilus schnusei Lindner, 1924
4. Chrysopilus segmentatus Brunetti, 1909
5. Chrysopilus semipictus Santos & Amorim, 2007
6. Chrysopilus sericeus Bromley, 1931
7. Chrysopilus shaanxiensis Yang & Yang, 1989
8. Chrysopilus shananus (Frey, 1954)
9. Chrysopilus shibuyai Nagatomi, 1968
10. Chrysopilus siculus Loew, 1869
11. Chrysopilus sigillatus Lindner, 1930
12. Chrysopilus silvaticus Nagatomi, 1968
13. Chrysopilus silvicola Nagatomi, 1968
14. Chrysopilus similis Brunetti, 1920
15. Chrysopilus simillimus de Meijere, 1914
16. Chrysopilus simplex de Meijere, 1904
17. Chrysopilus smaragdinus Kertész, 1902
18. Chrysopilus sogai Stuckenberg, 1965
19. Chrysopilus sordidus Brunetti, 1920
20. Chrysopilus splendidus Meigen, 1820
21. Chrysopilus squamithorax Brunetti, 1927
22. Chrysopilus stigma Brunetti, 1909
23. Chrysopilus stigmatias (Bigot, 1887)
24. Chrysopilus strigipennis de Meijere, 1914
25. Chrysopilus stylatus Walker, 1864
26. Chrysopilus subaquilis Nagatomi, 1968
27. Chrysopilus sucini Stuckenberg, 1965
28. Chrysopilus suomianus (Szilády, 1934)
29. Chrysopilus superbus Stuckenberg, 1965

## T
1. Chrysopilus tanakai Nagatomi, 1978
2. Chrysopilus tasmaniensis White, 1914
3. Chrysopilus tenggeranus Frey, 1934
4. Chrysopilus testaceipes Bigot, 1887
5. Chrysopilus testaceus Loew, 1858
6. Chrysopilus tomentosus Bigot, 1887
7. Chrysopilus torrentium Thomas, 1978
8. Chrysopilus trifasciatus Walker, 1860
9. Chrysopilus trimaculatus Yang & Yang, 1989
10. Chrysopilus tsacasi Thomas, 1979
11. Chrysopilus tuckerei Bezzi, 1929
12. Chrysopilus turkestanus Lindner, 1931

## U
1. Chrysopilus ugensis Nagatomi, 1968
2. Chrysopilus ungaranensis de Meijere, 1911
3. Chrysopilus unicolor Brunetti, 1909
4. Chrysopilus unicus Curran, 1931

## V
1. Chrysopilus vacillans Walker, 1858
2. Chrysopilus vadoni Stuckenberg, 1965
3. Chrysopilus valdivianus Philippi, 1865
4. Chrysopilus varius Kertész, 1902
5. Chrysopilus velutinus Loew, 1861
6. Chrysopilus vespertinus Stuckenberg, 1965
7. Chrysopilus villosissimus Paramonov, 1962
8. Chrysopilus virtuosus Nagatomi, 1958
9. Chrysopilus vitreus Santos & Amorim, 2007

## W
1. Chrysopilus waigiensis (Bigot, 1887)
2. Chrysopilus wirthi Stuckenberg, 1997

## X
1. Chrysopilus xanthocromus Yang & Yang, 1990
2. Chrysopilus xanthopus Hardy, 1949
3. Chrysopilus xizangensis Yang & Yang, 1991

## Y
1. Chrysopilus yerburyi Brunetti, 1920
2. Chrysopilus yezonis Nagatomi, 1968
3. Chrysopilus yunnanensis Yang & Yang, 1990

## Z
1. Chrysopilus zanjensis Stuckenberg, 1965

## Sinonimi
1. Chrysopilus apyros Séguy, 1948[6]